# آرمن تر-داجاتیان
آرمن آندرانیکی تر-داجاتیان (ارمنی: Արմեն Անդրանիկի Տեր-Տաճատյան؛ ) یک سیاستمدار و کارآفرین اهل ارمنستان است که از تاریخ ۱۵ مه ۲۰۰۹ تا کنون سمت عضو برگزیده شورای عمومی جمهوری ارمنستان را برعهده داشت.